# Bracon obliquestriolatus
Bracon obliquestriolatus är en stekelart som beskrevs av Granger 1949. Bracon obliquestriolatus ingår i släktet Bracon och familjen bracksteklar. Inga underarter finns listade.